# Tatort: Schattenwelt
Schattenwelt ist ein Fernsehfilm aus der Krimireihe Tatort. Der vom Bayerischen Rundfunk produzierte Beitrag wurde am 22. September 1996 im Ersten als 341. Folge der Reihe erstgesendet. Für die Kommissare Batic und Leitmayr ist es ihr 14. Fall. Ein Mord führt sie ins Obdachlosenmilieu und ausgerechnet ein Kämpfer für soziales Engagement erweist sich als Schuldiger.

## Handlung
Während die Obdachlosen der Stadt München unsanft vom Bahnhof und dem angrenzenden Hotelgelände vertrieben werden, feiert sich Ingmar Borg als Wohltäter der Stadt. Er überreicht feierlich und medienwirksam einen symbolischen Scheck an den Verein „Münchner Polizisten“. Danach steigt er mit seiner Freundin Michelle in sein Auto und überfährt unbeabsichtigt Sarah, eine der Obdachlosen. Da Borg auf der Feier getrunken hatte, kümmert er sich nicht um das Opfer und fährt davon. Sarahs Freund Bombadil hat den Unfall beobachtet, kann Borg aber nicht aufhalten.
Als Sara aufgefunden wird, sitzt sie tot in der Münchner Innenstadt auf einem Stuhl und ist festgebunden. Die Unfallspuren sind offensichtlich, allerdings stellt man fest, dass sie an Herzversagen gestorben ist. Batic und Leitmayr ermitteln wegen Fahrerflucht mit Todesfolge. Da sich schnell herausstellt, dass das Opfer obdachlos war, nehmen die Ermittler Kontakt zum Sozialamt auf. Dort kennt man die Frau nicht weiter, aber verweist auf Anna Wolf, die sich um die Berber kümmert. Aber auch im Obdachlosenheim scheint niemand die Frau zu kennen. 
Borg präsentiert inzwischen Frau von Rasmussen seine nächste Spendenaktion für Straßenkinder in Moskau. Seit Jahren ist er sozial engagiert, verdient allerdings auch mit dieser Art der Wohltätigkeit sein Geld und kann sich keinen Skandal leisten. Als er wieder nach Hause fährt, wird er von Bombadil und zwei weiteren Obdachlosen beobachtet. Wutentbrannt will Bombadil ihn sich gleich vorknöpfen, aber „Rabe“ hält ihn zurück und meint, sie werden Borg so unter Druck setzen, dass er selber zur Polizei gehen wird. Schon am nächsten Tag findet Borg einen Drohbrief in seinem Postkasten, den er sofort zerreißt und sich zu seiner nächsten geplanten Veranstaltung begibt. Die befindet sich sinnigerweise genau in dem Parkhaus, in dem er Sarah überfahren hat. Da dies das Revier der Obdachlosen ist, beobachten sie das Treiben und können Borg kurzfristig in ihre Gewalt bringen. Sie bedrohen ihn und fordern eine sechsstellige Summe als Schweigegeld. Die Polizei wird gerufen und Batic und Leitmayr erscheinen, da sie gerade jeder Spur nachgehen, die zum Obdachlosenmilieu führt. Borg wirkt auf sie nervös und sie wollen ihn im Auge behalten.
Batic und Leitmayr nehmen noch einmal Kontakt zu Anna Wolf auf. Sie zeigt ihnen die Aufenthaltsorte der Obdachlosen und weiß von einer Gruppe, die für die Verbesserung ihrer Lebenssituation kämpft. Allerdings sei an sie schwer heranzukommen. Leitmayr findet einen Hinweis auf einen Hamburger Rechtsanwalt, der mit dem Rechtssystem gebrochen hat und ins Obdachlosenmilieu abgerutscht ist. Dort ist er unter dem Namen Bombadil unterwegs und auf Zeitungsfotos zusammen mit der Toten zu sehen. Um an ihn und die Gruppe heranzukommen, begibt sich Batic als Obdachloser in die Szene, bekommt aber keinen richtigen Kontakt, da man ihn sehr schnell als Spitzel entlarvt.
Bombadil will weder mit der Polizei, noch mit der Erpressung von Rabe etwas zu tun haben. Er setzt Borgs Freundin Michelle zu, sie solle doch zur Polizei gehen. Als am Abend Rabe das Geld von Borg fordert und das Haus belagert, ruft Michelle Leitmayr an, damit er ihr in ihrer Notlage helfen kann, außerdem müsse sie ihm etwas Wichtiges sagen. Noch während sie spricht, wird sie von hinten erdrosselt. Leitmayr erscheint und findet Borg niedergeschlagen am Boden und Michelle tot im Bad. Die Untersuchungsberichte sagen aus, dass der Mörder vermutlich Linkshänder ist. Auffallend ist außerdem, dass im ganzen Haus Spuren der Berber sind, nur nicht im Bad. Batic weiß, dass Borg erpresst wurde, und so richten sich die Ermittlungen gezielt auch gegen ihn. Er leugnet jedoch, etwas mit einem Unfall im Parkhaus zu tun gehabt zu haben. Es fällt jedoch auf, dass er Linkshänder ist.
Da Bombadil als Hauptverdächtiger für den Mord an Michelle gilt, soll er verhaftet werden, doch er entkommt der Polizei. Auf der Suche nach ihm begeben sich die Ermittler zum Bahnhof und können seine Spur aufnehmen. Als sie ihn finden und zur Rede stellen, erklärt er ihnen, dass er Borg gesehen hat, wie er Sarah überfahren hat, und dass er Michelle bedrängt hat, sich an die Polizei zu wenden. Damit sie Borg überführen können, wollen sie ihm eine Falle stellen. Bombadil vereinbart ein Treffen mit Borg und während Batic und Leitmayr mit einem Aufnahmegerät in der Nähe warten, versucht Bombadil ihm ein Geständnis abzuringen. Er solle zugeben, dass er Sarah überfahren und nun auch seine Freundin erdrosselt hat, damit sie ihn nicht verraten kann. Aber Borg antwortet nicht, sondern überreicht ihm nur ein Flugticket nach Wien. Als Bombadil droht, zur Polizei zu gehen, greift er ihn an, doch können Batic und Leitmayr rechtzeitig eingreifen und Borg festnehmen.

## Hintergrund
Regisseur und Drehbuch-Coautor Josef Rödl hat sich für diesen Tatort intensiv mit den Schicksalen der Obdachlosen beschäftigt und mit dem Darsteller Hans Arndt einen Akteur eingesetzt, der früher selber auf der Straße lebte. Heute ist er Beleuchter im „Fraunhofer“ (Kabarettbühne in München) und hat es geschafft, aus dem Teufelskreis auszubrechen. Mit Arndt hat er eine Rolle in Schattenwelt besetzt, die Rödl recht wichtig war, obwohl jener im Film kein Wort spricht. Für Arndt wiederum waren die Dreharbeiten eine Reise in seine eigene Vergangenheit. Selbst die Polizeiszenen gingen ihm sehr nah, da er solche Erlebnisse zur Genüge erfahren musste. Somit konnte Hans Arndt mit den Erfahrungen aus seiner Obdachlosenzeit dem Filmteam viel hilfreiche Tipps geben.

## Rezeption

### Einschaltquoten
Die Erstausstrahlung von Schattenwelt am 22. September 1996 wurde in Deutschland von 8,37 Millionen Zuschauern gesehen und erreichte einen Marktanteil von 24,09 % für Das Erste. Beim Tatortblog erreicht die Episode Platz 300 von 911 möglichen.

### Kritiken
Rainer Tittelbach von tittelbach.tv lobt Regisseur Josef Rödl, der seiner Meinung nach bereits mehrfach bewiesen hat, dass er sein Handwerk versteht. Er meinte: Schattenwelt ist ein „spannender Nichtsesshaften-Blues [und] auf eine unaufdringliche Art politisch korrekt. [...] [So] fühlt man sich bei seinem zweiten ‚Tatort‘ an den Lang-Klassiker ‚M – Eine Stadt sucht einen Mörder‘ erinnert und an den von Gustaf Gründgens geführten Aufstand der Unterwelt. Ansonsten setzt Rödl auf die Schauspieler: Bruno Ganz glänzt als mehrfach gebrochener Aussteiger, Dominic Raacke gibt den aalglatten Business-Zyniker und auch Erwin Leder als pragmatischer Penner-Häuptling bleibt einem bei diesem düster-schrägen Milieu-Krimi in Erinnerung.“
In der Internetseite Moviesection.de vergibt Thomas Ays drei von fünf möglichen Sternen und urteilt über den Tatort: Man lässt den Zuschauer „einen kritischen Blick in eine hermetisch abgeriegelte Welt innerhalb Münchens - und vermutlich so einigen weiteren Städten – werfen. Dies gelingt sowohl dem Skript, als auch der Inszenierung. Man wird aufmerksam gemacht auf das Leid, das herrscht, mitten unter uns, in unserem doch eher reich genannten Staat. Da verkommt der Fall, der eigentlich Hauptthema wäre, zur Nebensache.“ Der Kritiker lobt Bruno Ganz, der dem Tatort ein wenig seine Eintönigkeit nimmt, und schreibt: „Hier kann der vielseitige Mime wieder zeigen was er kann. [...] Leider kommen die beiden Kommissare in ‚Schattenwelt‘ insgesamt gesehen jedoch deutlich zu kurz, was es zu bedauern gilt. Dennoch ist aus ‚Schattenwelt‘ ein ordentlicher, jedoch wegen der Thematik eher nicht sehr spannender ‚Tatort‘ aus München geworden.“
Die Kritiker der Fernsehzeitschrift TV Spielfilm beschreiben die Episode als „Düstere Milieustudie“, die „großartig gespielt“ ist.

## Trivia
Der Name Tom Bombadil ist aus dem Roman Der Herr der Ringe entlehnt. Dieser lag bereits seit 1969/1970 in deutscher Übersetzung vor, wurde aber erst fünf Jahre später durch den ersten Teil der erfolgreichen Filmtrilogie populär.